# 양전 사업
양전(量田)은 한국사에서 고려와 조선 시대에 조세 수입원의 정확한 집계를 위하여 20년마다 실시한 토지 조사 사업 및 제도이다. 양전 사업이라고도 부른다. 국가 재정을 확보하기 위해서였다. 일종의 토지조사 사업이다.

## 개설
《경국대전》에 따르면 양전은 20년마다 한 번씩 실시하여 양안을 새로 작성하고, 호조와 본도(本道)와 본군(本郡)에 보관하기로 되어 있다. 그러나 매 20년 성적(成籍)의 원칙은 이행되지 못하였으며, 수십 년 내지 백여 년의 시일이 경과한 후에야 비로소 개량전(改量田)하는 것이 보통이었다.
임진왜란 이후 황폐해진 토지를 파악하기 위해 광해군·인조·숙종 대에 양전 사업이 있기도 했다.
조선 후기에 내려오면서 농촌에 살며 농업에 종사하며 농촌 지식인들은 전세불균(田稅不均)의 근본적인 해결 방안을 양전에 두고 있었다. 그리하여 정조(正祖)의 윤음(綸音)에 응지상소(應旨上疏)하고 있는 정소자(呈疏者 : 소를 올린 사람)들은 양전의 필요성을 여러 차례 제언하게 되었다. 이들의 제언에서는 전지불균(田地不均), 부세불평(賦稅不平)이라는 점이 거론되었다. 정소자들은 개량전, 양전법 자체에 대한 개선책 등을 아울러 제시하였고, 국왕도 이에 찬동하였으나 양전 문제는 그 후에도 계속 남아 있었다.
양전 사업을 통해 토지의 소유권을 명시한 문서인 지계를 발급하여 실제 경작 농지의 넓이를 정확히 파악하여 재정수입이 늘어났다.

## 같이 보기
- 양안 (문서)
- 지계